# The Twisted Tale of Bloody Mary
Pour les articles homonymes, voir Bloody Mary (homonymie).
 (mai 2022).
Si vous disposez d'ouvrages ou d'articles de référence ou si vous connaissez des sites web de qualité traitant du thème abordé ici, merci de compléter l'article en donnant les références utiles à sa vérifiabilité et en les liant à la section « Notes et références ».
Pour plus de détails, voir Fiche technique et Distribution.
The Twisted Tale of Bloody Mary est un film britannique du réalisateur Chris Barnard, sorti le 3 juillet 2008, sur la vie de la reine d'Angleterre Marie Ire.
Le film retrace la vie de Marie Tudor, de son enfance malheureuse avec le divorce de ses parents, à son accession au trône et son mariage avec Philippe II d'Espagne.

## Synopsis
Elle était aimée, elle était une princesse, héritière du trône - mais le conte de fées de l'enfance s'est transformé en cauchemar pour Marie Tudor, le premier enfant d'Henri VIII. Quand Henri a divorcé de sa mère et épousé Anne Boleyn, Marie est devenue une paria et une menace pour la succession protestante. Par un coup du sort, à la mort de son frère, elle devint enfin reine en 1553, mais ses tentatives pour rendre l'Angleterre catholique à nouveau furent un désastre pour elle et pour le pays. L'histoire l'a appelée « Bloody Mary » pour l'incendie des protestants, mais est-ce juste ? Ce film brosse un autre portrait, celui d'une femme fidèle à ses convictions, poussée vers une terrible désintégration psychologique.

## Fiche technique
- Titre : The Twisted Tale Of Bloody Mary
- Réalisation : Chris Barnard
- Scénario : Chris Barnard
- Musique : Ruth Chan
- Cinématographie : Mark Snashall
- Montage : Maurizio Leonardi
- Costumes : Fatima Ibrahim, Rebecca Morrison
- Production : Chris Barnard, Norman Thomas, Thomas Frake, Mus Mustafa
- Société de distribution : TV Choice Productions
- Lieux de tournage : Angleterre, Espagne
- Pays d'origine : Royaume-Uni
- Langues originales : anglais, espagnol
- Format : couleurs (Digibeta PAL)
- Genre : biographique, historique
- Durée : 104 minutes
- Dates de sortie : 3 juillet 2008

## Distribution
- Miranda French : Marie Ire
- Simon Kirk : John Dudley
- Jorge Balça : Philippe II d'Espagne
- Jason Sharp : Henri VIII
- Lizzie Rees : Marie Tudor enfant
- Sarah Finigan : servante
- Lisa Marie Kennedy : Anne Boleyn
- Acteur non crédité : Édouard VI
- Actrice non créditée : Élisabeth Ire
- Daniel Polanco : ambassadeur espagnol
- Emma Reade-Davies : compagnon de Marie
- Sean Rees : Simon Renard
- Gleen Salvage : noble de Norfolk
- Aubrey Wakeling : Duc de Norfolk
- Burtie Welland : Thomas Cromwell
- Allan Williams : conseiller Tudor[1]